# Bedřich Reicin
Bedřich Reicin (Pilsen, 29 de septiembre de 1911 - Prisión de Pankrác, Praga, 3 de diciembre de 1952) fue un militar y político checoslovaco.

## Biografía
Reicin nació en una familia judía pobre (su nombre de nacimiento era Friedrich Reinzinger, a veces escrito como Reicinger). Primero estudió en un gimnasio, y más tarde en una escuela de negocios de la que fue expulsado después de descubrir su activismo para el partido comunista. En la década de 1930, Reicin se convirtió en funcionario de una organización juvenil comunista y colaborador del periódico del partido Rudé Právo. Después de la ocupación de Checoslovaquia por la Alemania nazi en 1939, fue encarcelado por la Gestapo. Fue liberado después de siete meses y, en 1940, logró huir a la Unión Soviética. Allí trabajó como propagandista de radio. Después del ataque de Alemania a la Unión Soviética, fue internado (al igual que muchas personas que tenían ciudadanía del Protectorado de Bohemia y Moravia).
En febrero de 1942, se unió al recién formado Primer Cuerpo de Ejército Checoslovaco y pronto se convirtió en un oficial de propaganda allí. En 1945, Reicin fue nombrado jefe del servicio de contrainteligencia del Cuerpo, un papel que repitió después de la guerra. Entre 1948 y 1951, Reicin se desempeñó como Viceministro de Defensa, responsable de la gestión del personal del ejército. En 1948, obtuvo el rango de general de brigada (brigádní generál), y en 1950 el rango de general de división (divizní generál).
Durante y después de la guerra, Reicin siempre promovió los intereses del partido comunista en el ejército. Después de febrero de 1948, organizó purgas masivas de oficiales que se consideraban no lo suficientemente leales al nuevo régimen (incluido el as de la aviación František Peřina). Su trabajo detrás de escena lo hizo muy poderoso en la jerarquía militar y política. Alexej Čepička, que había sido Ministro de Defensa desde 1950, se sintió amenazado por Reicin y conspiró contra él. En febrero de 1951, Reicin y muchos de sus compañeros de trabajo fueron encarcelados. Reicin fue seleccionado para participar en el juicio de Slánský, y durante año y medio fue preparado y torturado para encajar en el papel. Una de las acusaciones fue entregar a Julius Fučík (un periodista comunista) a la Gestapo, una imposibilidad técnica ya que Reicin ya estaba en la Unión Soviética en ese momento. En el juicio de Slánský, Reicin y otras diez personas fueron condenadas a muerte y ahorcadas en la prisión de Pankrác.

## En la cultura
Sobre el proceso Slánský, el director Costa-Gavras rodó el film L'Aveu (La Confesión) basado en el homónimo libro de Artur London, uno de los supervivientes del proceso, cuyo guion escribió Jorge Semprún. La película, estrenada en 1970, levantó una gran polémica. En 2000, Zuzana Justman rodó el documental A Trial in Prague dedicado al juicio.